# ビル・ファーマー (コメディアン)
ビル・ファーマー（Bill Farmer、1952年11月14日 - ）は、アメリカ合衆国の声優、コメディアン。
ディズニー映画のグーフィーとプルートの声を演じている。